# دریسوم
دریزوم (به هلندی: Driesum) یک منطقهٔ مسکونی در هلند است که در دانتومادیل واقع شده‌است. دریزوم ۸۵۰ نفر جمعیت دارد.